# 金津猛
金津 猛（かなつ たけし、1948年9月30日 - ）は、日本の経営者。亀田製菓社長を務めた。新潟県出身。

## 経歴・人物
1973年に新潟大学人文学部を卒業し、同年に亀田製菓に入社。1999年に取締役に就任し、2000年4月には社長に就任。2006年6月に相談役に退いた。